# 부르캉브레스 01

부르캉브레스 01(Football Bourg-en-Bresse Péronnas 01)는 프랑스 론알프에 위치한 부르캉브레스를 연고로 하는 축구팀이다. 이 팀은 1942년에 창단하였다.

## 선수 명단

### 현역
참고: FIFA 자격 규정에 따라 소속된 국가대표팀 국기를 표시합니다. 선수는 복수의 FIFA 비회원국 국적을 가지고 있을 수 있습니다.
| 번호 | 포지션 | 국적       | 이름            |
| ---- | ------ | ---------- | --------------- |
| 12   | FW     | 나이지리아 | 브라운 이라보르 |

| 번호 | 포지션 | 국적 | 이름 |
| ---- | ------ | ---- | ---- |